# US-amerikanische Badmintonmeisterschaft 1986
Die US-amerikanische Badmintonmeisterschaft 1986 fand im Frühjahr 1986 in Sunnyvale statt. Es war die 46. Auflage der nationalen Titelkämpfe im Badminton in den USA.

## Titelträger
| Disziplin    | Sieger                      |
| ------------ | --------------------------- |
| Herreneinzel | Chris Jogis                 |
| Dameneinzel  | Nina Lolk                   |
| Herrendoppel | Mathew Fogarty Bruce Pontow |
| Damendoppel  | Linda French Nina Lolk      |
| Mixed        | Mike Walker Judianne Kelly  |